# Redcliffe, Queensland
Redcliffe este o localitate în statul Queensland, Australia.